# Меренешты
Мерене́шты (рум. Merenești, молд. Меренешть, укр. Меренешти) — село в Слободзейском районе непризнанной Приднестровской Молдавской Республики, входит в состав Тираспольско-Бендерской агломерации. В соответствии с административным делением Молдавии наряду с сёлами Кицканы и Загорное входит в состав коммуны Кицкань Каушанского района.

## Инфраструктура
Пристань на Днестре. Популярное место отдыха жителей Тирасполя и Бендер. В селе находится большинство летних детских лагерей Слободзейского района, городов Тирасполь и Бендеры.